# Tischtennisweltmeisterschaft 1961
Die 26. Tischtennisweltmeisterschaft fand vom 5. bis zum 14. April 1961 in Peking (China) statt. Spielstätte war die 15.000 Zuschauer fassende Arbeitersporthalle.

## Übersicht
30 Nationen waren vertreten. Die Chinesen gewannen beide Einzelwettbewerbe sowie das Mannschaftsturnier der Herren. Zhuang Zedong entthronte Rong Guotuan, den Weltmeister von 1959, und gewann seinen ersten von insgesamt drei Titeln im Herreneinzel. Endspielgegner war – wie auch 1963 und 1965 – sein Landsmann Li Furong, der spätere erfolgreiche Trainer der chinesischen Tischtennis-Nationalmannschaft. Qiu Zhonghui gewann Gold im Dameneinzel. Europa konnte mit dem Damendoppel lediglich einen Titel gewinnen.
Beobachter kritisierten die Stallregie der Chinesen. So wurden dreizehn Spiele kampflos abgegeben, wenn rein chinesische Paarungen angesetzt waren.
Zhuang Zedong und Li Furong waren Repräsentanten der neuen chinesischen Tischtennisschule. Im Penholder-Stil spielend, mit schnellen, hochelastischen Noppen-Außen-Belägen unter Verzicht auf den Topspin mit gefährlichen Aufschlägen sowie harten Kontern und Schüssen sofort die Entscheidung suchend prägten sie eine ganze Generation chinesischer Tischtennisspieler.

## Spielsystem der Mannschaftswettbewerbe
Die Herrenteams wurden in drei Gruppen gelost, zwei Neuner- und eine Achtergruppe. Jede Mannschaft bestand aus drei Spielern. Ein Mannschaftskampf wurde nach dem Swaythling-Cup-System durchgeführt.
Die Gruppensieger gelangten in die Endrunde. Hier setzte sich China gegen Ungarn mit 7:2 und gegen Japan mit 5:3 durch und wurde somit Weltmeister. Japan holte durch seinen 5:2-Sieg über Ungarn Silber.
Auch die Damenteams wurden in drei Gruppen gelost, zwei Sechser- und eine Siebenergruppe. Jede Mannschaft bestand aus zwei Spielerinnen. Ein Mannschaftskampf wurde nach dem Corbillon-Cup-System durchgeführt.
Die drei Gruppensieger Japan, China und Rumänien spielten im System Jeder gegen Jeden um die Medaillenränge. Japan besiegte China mit 3:2 und Rumänien mit 5:0 und sicherte sich somit Gold. China holte sich durch ein 3:2 gegen Rumänien Silber.

## Abschneiden der Deutschen

### Herrenmannschaft Deutschland und DDR
Deutschland besiegte die Mannschaften von Ecuador, Nepal, Burma, Ghana und der Mongolei jeweils mit 5:0 und behielt zudem gegen die Tschechoslowakei mit 5:3 die Oberhand. Gegen China gelang beim 0:5 lediglich ein einziger Satzgewinn. Das Prestigeduell gegen die DDR ging mit 3:5 verloren. Da die DDR nur gegen den Gruppenersten China verlor, erreichte sie den zweiten Platz. Deutschland kam auf Platz drei.
DDR – Deutschland 5:3
```
Reimann
    – 
Prandke
      1:2

Pleuse
     – 
Ness
         2:1

Schneider
  – 
Freundorfer
  2:0    (21:9, 21:11)

Pleuse
     – 
Prandke
      2:0

Reimann
    – 
Freundorfer
  1:2

Schneider
  – 
Ness
         2:0

Pleuse
     – 
Freundorfer
  1:2    (20:22, 24:22, 25:27)

Schneider
  – 
Prandke
      2:1
```

### Damenmannschaft Deutschland und DDR
Auch bei den Damen landeten Deutschland und die DDR zusammen in einer Gruppe. Deutschland gewann gegen Polen mit 3:1 und gegen die Mongolei mit 3:0. Demgegenüber standen drei Niederlagen: 0:3 gegen Rumänien, 2:3 gegen Ungarn und 1:3 gegen die DDR. Die DDR gewann noch gegen die Mongolei und verlor gegen Rumänien, Ungarn und Polen. Damit kamen in Gruppe A Deutschland, die DDR und Polen punktgleich hinter Rumänien und Ungarn auf Platz drei.
DDR – Deutschland 3:1
```
Bannach
      – 
Kruse
        0:2

Kunz
         – 
Müser
        2:0

Kalweit
/
Kunz
 – 
Kruse
/
Müser
  2:0

Kunz
         – 
Kruse
        2:0
```

### Herreneinzel Deutschland und DDR
Conny Freundorfer erreichte das Achtelfinale, indem er Lu Chia-Chung (China), A. Cyrus (Polen) und Ludvík Vyhnanovský (CSSR) besiegte. Hier verlor er gegen den späteren Weltmeister Chuang Tse-Tung mit 0:3.
Unter die letzten 32 kam Wolfgang Prandke durch Siege über Chee Nam Wong (Singapur) und Yu-Hai Liang (China). Danach verlor er gegen den Chinesen Hu Tap-Pen. In der gleichen Runde schied Ernst Gomolla gegen Teruo Murakami (Japan) aus, nachdem er Murray Dunn (Neuseeland) und Yu Chang-Chun (China) geschlagen hatte. Martin Ness gewann gegen Tran (Nordvietnam) und verlor danach gegen Ou Sheng-Lien (China).
Kein DDR-Spieler überstand die zweite Runde. Lothar Pleuse schaltete Myint Maung (Burma) aus und scheiterte dann an dem Chinesen Ma Chin-Pao. Heinz Reimann verlor nach Freilos gegen Su Kuo-Hsi (China), ebenso Heinz Schneider gegen Chuang (China). Siegfried Lemke unterlag in der ersten Runde dem Chinesen Chen Hsieh-Chung.

### Dameneinzel Deutschland und DDR
Jutta Kruse kam am weitesten. Nach Siegen über die Chinesinnen Chou und Shao Lan-Fang schied sie im Achtelfinale gegen Éva Kóczián (Ungarn) aus. Rosemarie Gomolla kam gegen Z. Rosales (Kuba) eine Runde weiter, nicht aber gegen Yang (China). In der darauf folgenden Trostrunde erreichte sie das Endspiel. Inge Müser schied in der ersten Runde gegen Chen Ying-mei (China) aus.
Unter die letzten 32 kam Sigrun Kunz, als sie nach Freilos gegen Teng Chu-Chun (China) gewann, danach jedoch an Wang Jian (China) scheiterte. Ingrid Hollmann gewann sicher gegen Aldona Kondrataite (Sowjetunion) um dann gegen die Chinesin Qiu Zhonghui zu verlieren. Christa Bannach und Doris Kalweit schieden in der zweiten Runde aus.

### Herrendoppel Deutschland und DDR
Am erfolgreichsten waren Freundorfer/Ness, die Heng Chew Loh/Weng Hoe Poon (Singapur) und An/Liang Yu-Hai (China) aus dem Rennen warfen. Im Achtelfinale war gegen Ichiro Ogimura/Teruo Murakami (Japan) Endstation. Prandke/Gomolla verloren gegen Chu/Ma Gomolla (China)
Schneider/Pleuse gewannen gegen Hsueh/Hu (China) und verloren dann gegen die Ungarn Zoltán Berczik/Ferenc Sidó. Ebenso weit kamen Reimann/Lemke, die sich gegen Duc Long Bui/Nguyen (Nordvietnam) durchsetzen und dann an Tsai Ming-Shu/Tu Han-Kong (China) scheiterten.

### Damendoppel Deutschland und DDR
Kein Damendoppel erreichte die dritte Runde. Kruse/Müser besiegten Reshma Shah/M. Shah (Nepal), danach waren die Chinesinnen Liang Lizhen/Han Yuzhen zu stark. Auch Bannach/Hollmann kamen gegen Neti Davis/Joan Green (Neuseeland) eine Runde weiter. Gegen Hu/Wang (China) mussten sie sich geschlagen geben. Kalweit/Kunz hatten zunächst Freilos und verloren dann gegen Chang Hsiu-Ying/Yang (China). Das internationale Doppel Gomolla/Norma Buckland (Deutschland/Australien) schied in der ersten Runde gegen Marita Carlsson/Chou Mei-Chen (Schweden/China) aus.

### Mixed Deutschland und DDR
Nur Lemke/Hollmann mussten in der ersten Runde antreten, wo sie gegen Ian Harrison/Diane Rowe (England) ausschieden. Alle anderen deutschen Mixedpaare hatten zunächst Freilos. Von diesen verloren in Runde zwei Gomolla/Monique Alber (Deutschland/Frankreich) gegen Wang/Sun Mei-ying (China) und Pleuse/Bannach gegen Teruo Murakami/Kazuko Ito (Japan). Die dritte Runde erreichten Prandke/Kruse (Sieg über Lohani/Shah, Nepal; Niederlage gegen Ichiro Ogimura/Kimiyo Matsuzaki, Japan), Schneider/Kalweit (Sieg über Hans Alsér/Marita Carlson, Schweden; Niederlage gegen Wang/Wang, China), Ness/Gomolla (Sieg über Christian Heyerdahl/Britt Anderson, Schweden; Niederlage gegen Yang/Ti Chiang-Hua, China), Reimann/Kunz (Sieg über E.A. Aryee/Ethel Jacks, Ghana; Niederlage gegen Wang/Sun, China) sowie Freundorfer/Müser (Niederlage gegen Li/Han, China).

## Wissenswertes
- Deutschland stellt mit einem Altersdurchschnitt von 20 Jahren das jüngste Team bei einer WM nach dem Zweiten Weltkrieg. Die im Vorfeld vorgesehenen Ersatzspieler Erich Arndt und Eberhard Schöler sowie Gudrun Müller und Uschi Matthias mussten die Reise nicht antreten, da keiner der nominierten Spieler absagte.[2]
- Im Begleitturnier, dem Jubiläums-Cup, spielten die Kapitäne und Funktionäre. Hier erreichte Dieter Mauritz das Halbfinale.
- Zeitgenössische Beobachter argwöhnten, dass chinesische Schiedsrichter die einheimischen Spieler und Spielerinnen unfair bevorteilten. So ließen sie es im Damenendapiel zwischen Qiu Zhonghui und Éva Kóczián beim Stande von 16:19 im Entscheidungssatz zu, dass sich die Chinesin durch ausführliches Brilleputzen und Bodenreinigung durch Helfer in der dadurch entstehenden fünfminütigen Pause etwas erholte und die Ungarin an Konzentration verlor. Danach gewann Qiu Zhonghui mit 21:19.[3]
- China gab einen Satz von vier Briefmarken mit Tischtennismotiven heraus (Michel-Katalog Nr. 591–594)[4]
- Dazu gab es noch einen Ersttagssonderstempel von Peking und eine Blockausgabe (Michel-Katalog Block-Nr. 7).

## Ergebnisse
| Wettbewerb        | Rang | Sieger                                                                              |
| ----------------- | ---- | ----------------------------------------------------------------------------------- |
| Mannschaft Herren | 1.   | China (Rong Guotuan, Xu Yinsheng, Li Furong, Zhuang Zedong, Wang Chuanyao)          |
| Mannschaft Herren | 2.   | Japan (Kōji Kimura, Teruo Murakami, Nobuya Hoshino, Ichiro Ogimura, Goro Shibutani) |
| Mannschaft Herren | 3.   | Ungarn (Zoltán Berczik, Ferenc Sidó, Laszlo Földy, Péter Rózsás, Miklós Péterfy)    |
| Mannschaft Herren | 4.   | DDR (Siegfried Lemke, Lothar Pleuse, Heinz Reimann, Heinz Schneider)                |
| Mannschaft Herren | 7.   | Deutschland (Conny Freundorfer, Ernst Gomolla, Martin Ness, Wolfgang Prandke)       |
| Mannschaft Damen  | 1.   | Japan (Kazuko Ito, Kimiyo Matsuzaki, Tomi Ōkawa, Masako Seki)                       |
| Mannschaft Damen  | 2.   | China (Sun Mei-ying, Qiu Zhonghui, Yeh Pei-Chun)                                    |
| Mannschaft Damen  | 3.   | Rumänien (Maria Catrinel Folea, Georgeta Pitica, Maria Alexandru-Golopenta)         |
| Mannschaft Damen  | 7.   | DDR (Christa Bannach, Ingrid Hollmann, Doris Kalweit, Sigrun Kunz)                  |
| Mannschaft Damen  | 10.  | Deutschland (Rosemarie Gomolla, Jutta Kruse, Inge Müser)                            |
| Herren Einzel     | 1.   | Zhuang Zedong – CHN                                                                 |
| Herren Einzel     | 2.   | Li Furong – CHN                                                                     |
| Herren Einzel     | 3.   | Xu Yinsheng – CHN                                                                   |
| Herren Einzel     | 3.   | Zhang Xielin – CHN                                                                  |
| Damen Einzel      | 1.   | Qiu Zhonghui – CHN                                                                  |
| Damen Einzel      | 2.   | Éva Kóczián – HUN                                                                   |
| Damen Einzel      | 3.   | Wang Jian – CHN                                                                     |
| Damen Einzel      | 3.   | Kimiyo Matsuzaki – JPN                                                              |
| Herren Doppel     | 1.   | Nobuya Hoshino/Kōji Kimura – JPN                                                    |
| Herren Doppel     | 2.   | Ferenc Sidó/Zoltán Berczik – HUN                                                    |
| Herren Doppel     | 3.   | Wang Jiasheng/Li Furong – CHN                                                       |
| Herren Doppel     | 3.   | Zhuang Zedong/Zhou Lansun – CHN                                                     |
| Damen Doppel      | 1.   | Maria Alexandru/Georgeta Pitica – ROM                                               |
| Damen Doppel      | 2.   | Qiu Zhonghui/Sun Mei-ying – CHN                                                     |
| Damen Doppel      | 3.   | Hu Keming/Wang Jian – CHN                                                           |
| Damen Doppel      | 3.   | Liang Lizhen/Han Yuzhen – CHN                                                       |
| Mixed             | 1.   | Ichiro Ogimura/Kimiyo Matsuzaki – JPN                                               |
| Mixed             | 2.   | Li Furong/Han Yuzhen – CHN                                                          |
| Mixed             | 3.   | Nobuya Hoshino/Masako Seki – JPN                                                    |
| Mixed             | 3.   | Wang Chuanyao/Sun Mei-ying – CHN                                                    |

## Medaillenspiegel
| Rang  | Land                | Gold | Silber | Bronze | Gesamt |
| ----- | ------------------- | ---- | ------ | ------ | ------ |
| 1     | Volksrepublik China | 3    | 4      | 8      | 15     |
| 2     | Japan               | 3    | 1      | 2      | 6      |
| 3     | Rumänien            | 1    | 0      | 1      | 2      |
| 4     | Ungarn              | 0    | 2      | 1      | 3      |
| Total | Total               | 7    | 7      | 12     | 26     |